# 1990 WL
1990 WL är en asteroid i huvudbältet som upptäcktes den 20 november 1990 av den australiensiske astronomen Robert H. McNaught vid Siding Spring-observatoriet.
Asteroiden har en diameter på ungefär 13 kilometer.